# 圣西尔克-苏亚盖
圣西尔克-苏亚盖（法語發音：[sɛ̃ siʁk sujaɡɛ]）是法国洛特省的一个市镇，位于该省中部偏西北，属于古尔东区。

## 地名
该市镇原名“苏亚盖”（Souillaguet），1806年之前与市镇圣西尔克贝拉布尔（Saint-Cirq-Belarbre）合并，合并后市镇名仍为“苏亚盖”，直到1915年才更名为今天的“圣西尔克-苏亚盖”（Saint-Cirq-Souillaguet）。

## 地理
圣西尔克-苏亚盖（44°42'28"N, 1°27'31"E）面积8.54 平方千米，位于法国奧克西塔尼大區洛特省，该省份为法国西南部内陆省份，北起顺时针与科雷兹省、康塔爾省、阿韦龙省、塔恩-加龙省、洛特-加龍省和多尔多涅省接壤。
与圣西尔克-苏亚盖接壤的市镇（或旧市镇、城区）包括：古尔东、圣沙马朗、圣克莱尔、苏西拉克、勒维冈。

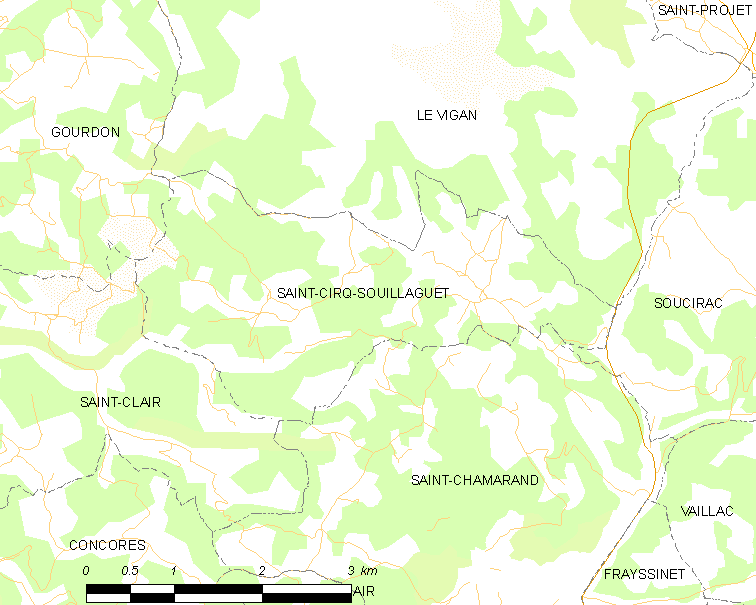
圣西尔克-苏亚盖的OSM定位图

圣西尔克-苏亚盖的时区为UTC+01:00、UTC+02:00（夏令时）。

## 行政
圣西尔克-苏亚盖的邮政编码为46300，INSEE市镇编码为46258。

## 政治
圣西尔克-苏亚盖所属的省级选区为古尔东县。

## 人口

1962-2008年间圣西尔克-苏亚盖人口变化图示

圣西尔克-苏亚盖于2022年1月1日时的人口数量为172人。